# Gare de Wakuraonsen
La gare de Wakuraonsen (和倉温泉駅, Wakuraonsen-eki) est une gare ferroviaire de la ville de Nanao, dans la préfecture d'Ishikawa au Japon. La gare est gérée par les compagnies JR West et NotoTetudou Corporation.

## Situation ferroviaire
La gare de Wakuraonsen est située au point kilométrique (PK) 59,5 de la ligne Nanao.

## Histoire
La gare est inaugurée le 15 décembre 1925 sous le nom de gare de Wakura. Elle prend son nom actuel en 1980.

## Service des voyageurs

### Accès et accueil
La gare dispose d'un bâtiment voyageurs, avec guichet, ouvert tous les jours.

### Desserte
- Ligne Nanao :
  - voie 1 : direction Tsubata et Kanazawa
  - voies 1 et 2 : direction Nanao ou Anamizu